# Tricoma elongata
Tricoma elongata (synoniem: Desmoscolex elongatus Panceri, 1876) is een rondwormensoort uit de familie van de Desmoscolecidae. De wetenschappelijke naam van de soort is voor het eerst geldig gepubliceerd in 1876 door Panceri. De soort komt voor in zeewater.
Tricoma elongata is een zeer kleine rondworm. Het lichaam loopt naar elk uiteinde taps toe en heeft een aantal duidelijke ribbels (synlofe). Op de kop zitten vier setae en op sommige ribbels zitten er een paar aan de buikzijde. De twee pigmentvlekken tussen de vierde en vijfde ribbels zijn ogen. De rondworm beweegt het lichaam net als een spanrups door een lus te maken, maar ze kunnen ook met hun setae kruipen. De gespierde slokdarm komt uit in een rechte darm met aan het eind de anus. De mannelijke rondworm heeft een enkelvoudig testis en twee chitineuze spicula. De eierstok is ook enkelvoudig met een opening voor de anus.